# Райхенбах, Ханс
Ханс Ра́йхенбах (нем. Hans Reichenbach; 26 сентября 1891, Гамбург — 9 апреля 1953, Лос-Анджелес) — немецко-американский философ, представитель логического позитивизма, основатель Берлинского общества научной философии.

## Биография
Родился в Гамбурге, в еврейской семье. Учился сначала в Гамбурге, потом — в Штутгарте и других городах. Изучал физику, математику и философию. Активно участвовал в молодёжных движениях и студенческих организациях, публиковал статьи об университетской реформе и против антисемитской пропаганды в студенчестве. Степень магистра философии получил в университете Эрлангена в 1915 году за диссертацию по теории вероятностей. Его научными руководителями были Пауль Хензель и Эмми Нётер. Принимал участие в Первой мировой войне в рядах немецких войск радиосвязи на Русском фронте.
В 1917 году вернулся с фронта в Берлин. С 1917 по 1920 год посещал лекции Альберта Эйнштейна по Теории относительности. В 1920 году начал преподавать в Штутгарте. В 1926 году при содействии Эйнштейна, Планка и фон Лауэ стал профессором на отделении физики Берлинского университета. В 1928 году Рейхенбах основал так называемый «Берлинский кружок», или Берлинское общество научной философии (нем. Die Gesellschaft für empirische Philosophie).
С приходом к власти Гитлера в 1933 году был освобождён от занимаемой им в Берлинском университете должности. Эмигрировал в Турцию. В 1938 году переехал в Соединённые Штаты Америки, где стал профессором философии Калифорнийского университета.

## Интеллектуальное наследие, идеи
Формирование философских взглядов Райхенбаха было обусловлено методологическими идеями науки первой половины XX века. Принимая принцип верификации как методологический инструмент, Рейхенбах расширил его первоначальную трактовку, заменив понятие «истинности» на понятие «вероятности», что позволяло разрешить методологическое затруднение, связанное с «законами природы»: законы природы есть предположения (нем. Setzungen), которые надо оценить с точки зрения предельных значений вероятности — «истина» (1) и «ложь» (0).

## Труды
Труды, изданные в переводе на русский язык
- Философия пространства и времени. Издательство: Либроком, 2009 — 326с. — ISBN 978-5-397-00445-9
- Направление времени. Издательство: Едиториал УРСС, 2010 — 364с. — ISBN 978-5-354-01208-4